# Jurassic Park (franchise)
A Jurassic Park (újabban Jurassic World) egy amerikai tudományos-fantasztikus médiafranchise, amit Michael Crichton alkotott, és középpontjában egy katasztrofális kísérlet áll, hogy létrehozzanak egy klónozott dinoszaurusz vidámparkot. 1990-ben kezdődött, amikor a Universal Pictures és az Amblin Entertainment megvásárolta Crichton Jurassic Park című regényének jogait még annak megjelenése előtt. A könyv sikeres volt, akárcsak Steven Spielberg 1993-as filmadaptációja. A filmet 2013-ban ismét bemutatták a mozikban, de ezúttal 3D-ben és a Kongresszusi Könyvtár 2018-ban „kulturálisan, történelmileg vagy esztétikailag jelentősnek” választotta megőrzésre az Egyesült Államok Nemzeti Filmnyilvántartásába. Az 1995-ös folytatásos regényt, Az elveszett világot 1997-ben egy filmadaptáció követte. A sorozat további filmjei a Jurassic Park III.-tól (2001) már nem Crichton regényein alapszanak.
2015-ben egy második filmtrilógia vette kezdetét a sorozat negyedik filmjével, a Jurassic World-el. A film sikeres volt, és ez lett az első olyan film, amely a nyitóhétvégén világszerte több mint 500 millió dollár bevételt hozott, és végül 1,6 milliárd dollár feletti bevételt termelt a mozikban, így a harmadik legnagyobb bevételt hozó film lett akkoriban (jelenleg nyolcadik ezen a listán). 2015 második legtöbb bevételt hozó filmje lett. Pénzbeli inflációval kiigazítva a Jurassic World a második legtöbb bevételt hozó film a franchiseban a Jurassic Park után. A folytatás, a Jurassic World: Bukott birodalom (2018) több mint 1,3 milliárd dollár bevételt hozott világszerte, ezzel a harmadik Jurassic film, amely átlépte a milliárd dolláros határt. Ez 2018 harmadik legtöbb bevételt hozó filmje, jelenleg pedig minden idők 18. legtöbb bevételt hozó filmje. A trilógia utolsó filmje, a Jurassic World: Világuralom 2022-ben került bemutatásra. Több mint 1 milliárd dollár bevételt hozott világszerte, és 2022 harmadik legtöbb bevételt hozó filmje lett. A Jurassic World: Világuralom egyben a negyedik film a franchiseban, amely átlépte a milliárd dolláros határt.
A filmsorozat hetedik része Jurassic World: Újjászületés címen 2025-ben jelent meg.
Az 1993-as film megjelenése óta számos videójáték és képregény készült a franchise alapján, és több vízitúrát is nyitottak a Universal Studios különböző vidámparkjaiban. Az eddigi hat film mellett két rövidfilm is megjelent, a Battle at Big Rock, valamint a Jurassic World: Világuralom – Előszó. A Lego több animációs projektet készített a Jurassic World filmek alapján, köztük a Lego Jurassic World: A Nublar-sziget legendája minisorozatot, amely 2019-ben jelent meg. A DreamWorks Animation egy animációs sorozatot is készített, Jurassic World: Krétakori tábor címen, amely 2020 szeptemberétől futott a Netflixen 2022 júliusáig, melyhez később egy különkiadás is megjelent 2022 novemberében. A sorozat folytatása 2024 májusában lett bemutatva, Jurassic World: Káoszelmélet címen. A Jurassic Park franchise minden idők egyik legnagyobb bevételt hozó filmsorozata, több mint 6 milliárd dollárt keresett a világ jegypénztárainál.

## Áttekintés

### Alapok és a dinoszauruszok
A Jurassic Park franchise egy Costa Rica-i szigeti vidámparkban ámokfutó génmanipulált dinoszauruszokra összpontosít. A dinoszauruszokat úgy klónozták, hogy ősi DNS-t vontak ki szúnyogokból, amelyek a dinoszauruszok vérét szívták, majd borostyánban megkövültek megőrizve a DNS-t. A tudósok ezután béka DNS-el pótolták a genom hiányosságait. Bár a filmek elsősorban Közép-Amerika csendes-óceáni partvidékén található kitalált szigeteken játszódnak, a Jurassic World: Bukott birodalom (2018) című filmben a dinoszauruszok az egész világon, így az Egyesült Államok szárazföldjén is megjelennek.

### InGen
Az International Genetic Technologies, Inc. (InGen) a dinoszauruszok klónozásáért felelős kitalált cég. A regények szerint székhelye a kaliforniai Palo Altoban található, és Európában is van egy helyszíne. Ennek ellenére az InGen kutatásainak nagy része a Costa Rica közelében található Isla Sorna és Isla Nublar kitalált szigeteken zajlott. Az első regény azt mutatta be, hogy az InGen csak egy volt az 1980-as években induló kis géntechnológiai vállalkozások közül. A regény és a film eseményei egy kiválasztott csoport számára felfedték, hogy az InGen felfedezte a dinoszauruszok klónozásának módszerét, amelyet egy szigeti vidámpark attrakcióba mutatnának be. Mire a Jurassic World játszódik, az InGen és annak szellemi tulajdona a Masrani Global Corporation tulajdonába került.

### Biosyn
A regényekben a Biosyn Corporation (vagy röviden Biosyn) az InGen vállalati riválisa. A vállalatról viták vannak a genetikai iparban folytatott kémkedése miatt. Lewis Dodgson, a Biosyn alkalmazottja segít a cégnek a vállalati titkok ellopásában. A Biosyn az InGen dinoszaurusz DNS-ének beszerzése iránt érdeklődik, mivel úgy gondolja, hogy az állatok sokféle felhasználási lehetőséget kínálnak, például vadásztrófeákat és gyógyszerészeti kísérleti alanyokat. Dodgson csak kisebb szerepet játszik az első filmben, munkaadóját nem nevezik meg. A cég Biosyn Genetics néven a Jurassic World: Világuralom (2022) című filmben debütál. Mire a film játszódik, Dodgson lett a cég vezérigazgatója és a cég alkalmazottai közé tartozik Dr. Henry Wu genetikus, valamint Dr. Ian Malcolm matematikus, aki a vállalat belső filozófusaként dolgozik. Mivel a dinoszauruszok szerte a világon elszabadultak, és a kormányok foglyul ejtették őket, a Biosyn szerződést kötött az állatok elhelyezésére az olaszországi Dolomitokban lévő központjában.

### Mantah Corp
A Mantah Corporation, amelyet általában Mantah Corp-nak rövidítenek, egy anyavállalat, amely leányvállalatokkal rendelkezik olyan tudományos és mérnöki területeken, mint a géntechnológia és a bionika. A leányvállalatai által kínált árukon és szolgáltatásokon kívül saját termékcsaládokat is gyárt. A Jurassic World: Krétakori tábor szerint valamikor a 2000-es évek közepétől a Mantah Corp tesztelte a kihalás megszüntetését, egy olyan tudományterületet, amely korábban kizárólagos volt riválisa, az InGen számára. Ezzel a Mantah Corp a második olyan entitás, amelyről ismert, hogy sikerült klónoznia a történelem előtti életformákat. Ellentétben az InGennel, amelynek a kihalás megszüntetésének története viszonylag nyilvános, a Mantah Corp nem közölt részleteket kutatásának történetéről, és ehelyett nagyon titkos maradt.

### Isla Nublar
Isla Nublar egy kitalált közép-amerikai sziget, amely az első regény és annak filmadaptációja, valamint a Jurassic World és a Jurassic World: Bukott birodalom című filmek fő helyszíneként szolgál. A regény szerint a neve spanyolul „Felhőszigetet” jelent. A trópusi sziget 120 mérföldre (190 kilométerre) nyugatra található Costa Ricától, és inaktív vulkánja van. Az első regényben és filmben az Isla Nublar a Jurassic Park, az InGen által működtetett dinoszaurusz park helyszíne, de az állatok megszökése után végül nem nyílik meg. A regényben a Costa Rica-i kormány nem biztonságosnak nyilvánítja a szigetet, és lenapalmozza, míg a filmsorozatban a sziget a Jurassic World trilógiáig tovább létezik. A Jurassic Worldben a park ötletét a Masrani Global Corporation sikeresen megvalósította. A film végére azonban az Indominus rex általi incidenst követően a szigetet ismét dinoszauruszok lepik el. A Jurassic World: Bukott birodalom című filmben az Isla Nublar elpusztul, amikor vulkánja ismét aktívvá válik és kitör.

### Isla Sorna
Isla Sorna, más néven B helyszín, egy másik kitalált közép-amerikai sziget. Isla Nublartól 87 mérföldre (140 km) délnyugatra, Costa Ricától pedig 207 mérföldre (333 km) nyugatra található. Ez a második regény és filmadaptációja, valamint a harmadik film fő helyszíne. Isla Sorna az a hely, ahol az InGen dinoszauruszkutatásainak nagy részét végezte. Itt tenyésztették ki a dinoszauruszokat, mielőtt az Isla Nublarba szállították volna őket; az utóbbi szigeten csak a turistáknak építettek bemutatólaboratóriumot. Isla Sorna lényegesen nagyobb, mint Isla Nublar, és különböző éghajlatokkal rendelkezik, beleértve a trópusi, a hegyvidéki trópusi és a mérsékelt övi esőerdőket. A Las Cinco Muertes (spanyolul "Az öt halál") néven ismert öt szigetből álló lánc része, bár a többi sziget nem játszik szerepet a regényekben vagy filmekben. Azonban a 2018-as Jurassic World Evolution videójáték színhelyeként szolgálnak. Isla Sornát az InGen elhagyja az első regény és film eseményei után, és a dinoszauruszok szabadon élhetnek és szaporodhatnak. A második film végén az áll, hogy az Isla Sornát az állatok biológiai rezervátumává alakították, miután sikertelen kísérletet tettek áttelepíteni az állatokat egy új San Diego-i vidámparkba. Az Isla Sorna státuszát nem említik a Jurassic World és a Jurassic World: Bukott birodalom című filmekben, de az utóbbi film promóciós weboldala azt állítja, hogy a sziget ökoszisztémája tönkrement, miután illegálisan klónozott állatokat telepítettek oda. A túlélő dinoszauruszokat áthelyezték Isla Nublarba a Jurassic World vidámpark megnyitásáig, így Sorna elhagyatott lett. A Jurassic World: Krétakori tábor szerint az InGen riválisa, a Mantah Corp 2001 és 2015 között illegálisan tulajdonított el dolgokat, mely magában foglalt néhány Isla Sorna példányt, és egy szigeten lévő létesítményben tartotta őket Isla Nublartól keletre. A Jurassic World: Világuralom azt mutatja be, hogy két felnőtt Tyrannosaurus, amelyek az Isla Sornáról származnak találkoznak az Isla Nublarról származó Tyrannosaurusszal. Ugyanebben a filmben Ramsay Cole megemlíti, hogy Isla Sorna dinoszauruszainak egy részét áthelyezték a Biosyn völgyébe. Továbbá a sziget rövid időre megjelenik egy 1986-os videófelvételen, amelyet Henry Wu mutatott meg Maisie Lockwoodnak. A film promóciós weboldala szerint a szigetet a Costa Rica-i kormány felügyeli, szoros együttműködésben más cégekkel, hogy biztonságosan felügyeljék az ott esetleg még jelen lévő dinoszauruszokat.

### Mantah Corp-sziget
A Mantah Corp-sziget magántulajdonban lévő, lakatlan sziget a Fernandez-öbölben, amelyet a Mantah Corp kutatási és tesztelési létesítményként használt a kihalás és a géntechnológia számára. Valószínűleg nem ez az eredeti neve. A sziget Isla Nublartól keletre található, közelebb a Costa Rica-i szárazföldhöz. A Mantah Corp-szigetre öt biom van beépítve; sivatag, mamutfenyő erdő, trópusi esőerdő/dzsungel, hó/tundra és trópusi mocsár. Mindezek a területek egy olyan létesítményt kötnek össze, amely több emelettel és csarnokkal rendelkezik. A hat nublari néven elhíresült táborozók később a dinoszauruszok és a sziget Mantah Corp-tól való felszabadításáról váltak ismertté. Ezt követően a dinoszauruszok kiszabadultak a biomokba, és a sziget titkos dinoszaurusz menedékké vált, amelynek létezéséről csak kevesen tudnak.

## Filmek és sorozatok

### Filmek
| Film                              | Eredeti bemutató       | Rendező                | Forgatókönyvíró(k)                                           | Történet                                     | Producer(ek)                                     |                        |
| Jurassic Park trilógia            | Jurassic Park trilógia | Jurassic Park trilógia | Jurassic Park trilógia                                       | Jurassic Park trilógia                       | Jurassic Park trilógia                           | Jurassic Park trilógia |
| --------------------------------- | ---------------------- | ---------------------- | ------------------------------------------------------------ | -------------------------------------------- | ------------------------------------------------ | ---------------------- |
| Jurassic Park                     | 1993. június 11.       | Steven Spielberg       | Michael Crichton és David Koepp                              | Michael Crichton és David Koepp              | Gerald Molen és Kathleen Kennedy                 |                        |
| Az elveszett világ: Jurassic Park | 1997. május 23.        | Steven Spielberg       | David Koepp                                                  | David Koepp                                  | Gerald Molen és Colin Wilson                     |                        |
| Jurassic Park III.                | 2001. július 18.       | Joe Johnston           | Peter Buchman, Alexander Payne és Jim Taylor                 | Peter Buchman, Alexander Payne és Jim Taylor | Kathleen Kennedy és Larry Franco                 |                        |
| Jurassic World trilógia           |                        |                        |                                                              |                                              |                                                  |                        |
| Jurassic World                    | 2015. június 12.       | Colin Trevorrow        | Rick Jaffa, Amanda Silver, Derek Connolly és Colin Trevorrow | Rick Jaffa és Amanda Silver                  | Frank Marshall és Patrick Crowley                |                        |
| Jurassic World: Bukott birodalom  | 2018. június 22.       | J. A. Bayona           | Derek Connolly és Colin Trevorrow                            | Derek Connolly és Colin Trevorrow            | Frank Marshall, Patrick Crowley és Belén Atienza |                        |
| Jurassic World: Világuralom       | 2022. június 10.       | Colin Trevorrow        | Emily Carmichael és Colin Trevorrow                          | Derek Connolly és Colin Trevorrow            | Frank Marshall és Patrick Crowley                |                        |
| További filmek                    |                        |                        |                                                              |                                              |                                                  |                        |
| Jurassic World: Újjászületés      | 2025. július 2.        | Gareth Edwards         | David Koepp                                                  | David Koepp                                  | Frank Marshall és Patrick Crowley                |                        |

### Rövidfilmek
| Film                                 | Eredeti bemutató                                    | Rendező         | Forgatókönyvíró(k)                  | Történet                            | Producer(ek)                      |
| ------------------------------------ | --------------------------------------------------- | --------------- | ----------------------------------- | ----------------------------------- | --------------------------------- |
| Battle at Big Rock                   | 2019. szeptember 15.                                | Colin Trevorrow | Emily Carmichael és Colin Trevorrow | Emily Carmichael és Colin Trevorrow | Frank Marshall és Patrick Crowley |
| Jurassic World: Világuralom – Előszó | 2021. június 25. (mozi) 2021. november 23. (online) | Colin Trevorrow | Emily Carmichael és Colin Trevorrow | Emily Carmichael és Colin Trevorrow | Frank Marshall és Patrick Crowley |

### Animációs sorozatok
| Sorozat                         | Sugárzás                                  | Alkotó(k)                                                  | Producer(ek)                                                                                 |
| ------------------------------- | ----------------------------------------- | ---------------------------------------------------------- | -------------------------------------------------------------------------------------------- |
| Lego Jurassic World             | 2018. november 29. - 2020. augusztus 30.  | Adam Beechen, Jason Cosler, Lars Danielsen és David Shayne | Jason Cosler és Lars Danielsen                                                               |
| Jurassic World: Krétakori tábor | 2020. szeptember 18. - 2022. november 15. | Zack Stentz                                                | Zack Stentz, Lane Lueras, Scott Kreamer, Steven Spielberg, Colin Trevorrow és Frank Marshall |
| Jurassic World: Káoszelmélet    | 2024. május 24. -                         | TBA                                                        | Scott Kreamer, Aaron Hammersley, Steven Pielberg, Colin Trevorrow és Frank Marshall          |

## Regények
| Regény                     | Regény                  | Kiadás | Író(k)           |
| -------------------------- | ----------------------- | ------ | ---------------- |
| Jurassic Park              | Jurassic Park           | 1990   | Michael Crichton |
| Az elveszett világ         | Az elveszett világ      | 1995   | Michael Crichton |
| Jurassic Park Adventures   | Survivor                | 2001   | Scott Ciencin    |
| Jurassic Park Adventures   | Pray                    | 2001   | Scott Ciencin    |
| Jurassic Park Adventures   | Flyers                  | 2002   | Scott Ciencin    |
| The Evolution of Claire    | The Evolution of Claire | 2018   | Tess Sharpe      |
| Maisie Lockwood Adventures | Off the Grid            | 2022   | Tess Sharpe      |
| Maisie Lockwood Adventures | The Yosemite Six        | 2022   | Tess Sharpe      |

## Főszereplők
| Karakter          | Színész             | Magyar hang          | Leírás |
| ----------------- | ------------------- | -------------------- | --- |
| Dr. Alan Grant    | Sam Neill           | Dörner György        | Paleontológus, akit a Jurassic Parkhoz tanácsadónak kértek fel.                                                    |
| Dr. Ian Malcolm   | Jeff Goldblum       | Szabó Sipos Barnabás | A káoszelmélet szakértője, matematikus és a Jurassic Park egykori tanácsadója.                                     |
| Dr. Ellie Sattler | Laura Dern          | Vándor Éva           | Paleobotanikus és az egyik tanácsadó, aki John Hammond eredeti Jurassic Parkjába utazott.                          |
| Owen Grady        | Chris Pratt         | Miller Zoltán        | Etológus, haditengerész és a Jurassic World egykori alkalmazottja, aki a velociraptorok kiképzéséért volt felelős. |
| Claire Dearing    | Bryce Dallas Howard | Ruttkay Laura        | A Jurassic World egykori vezetője.                                                                                 |

## Fordítás
- Ez a szócikk részben vagy egészben  a   Jurassic Park című angol Wikipédia-szócikk fordításán alapul.  Az eredeti cikk szerkesztőit annak laptörténete sorolja fel. Ez a jelzés csupán a megfogalmazás eredetét és a szerzői jogokat jelzi, nem szolgál a cikkben szereplő információk forrásmegjelöléseként.